# هنسی ونوم اف۵
هنسی ونوم اف۵ (به انگلیسی: Hennessey Venom F5) یک خودروی اسپورت است که توسط شرکت خودروسازی آمریکایی وسایل نقلیه ویژه هنسی که در سال ۲۰۱۷ تأسیس شد، توسعه و تولید شده‌است. هنسی با دلتا موتور اسپورت از سیلوراستون، انگلستان برای توسعه وسیله نقلیه قرارداد بسته‌است، که اولین وسیله نقلیه اختصاصی جدید این شرکت به‌عنوان یک سازنده با عنوان معتبر خواهد بود. دلتا موتور اسپورت همچنین تمامی خودروهای نسل قبلی ونوم جی‌تی را برای هنسی در تأسیسات خود در انگلستان تولید کرد.
نام اف۵ اشاره‌ای به گردباد اف۵ است، بالاترین امتیاز در مقیاس فوجیتا، که به سرعت‌های بالای ۲۶۱–۳۱۸ مایل بر ساعت (۴۲۰–۵۱۲ کیلومتر بر ساعت) می‌رسد. هدف هنسی به‌عنوان یک تولیدکننده دستیابی به حداکثر سرعت بیش از ۳۰۰ مایل بر ساعت (۴۸۰ کیلومتر بر ساعت) برای کسب عنوان سریع‌ترین خودروی تولیدی جهان است.

## انتشار اولیه

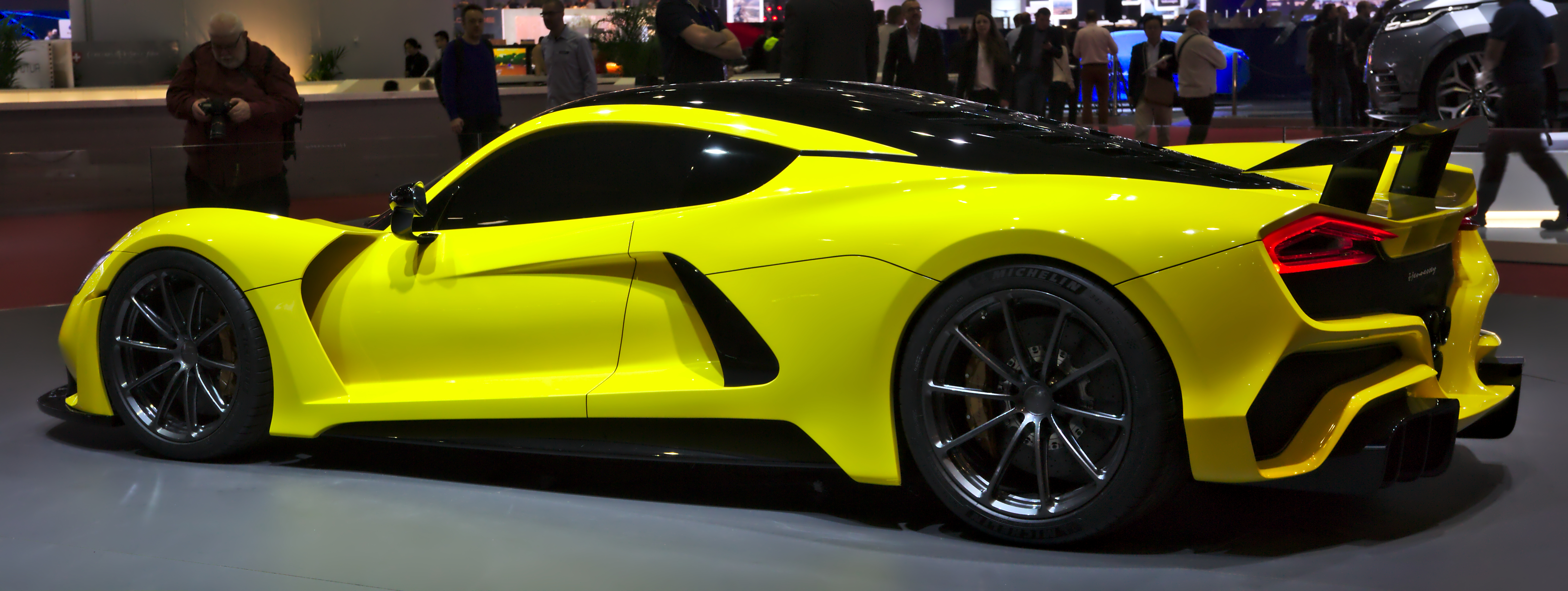
نمای سه چهارم عقب

هنسی ونوم اف۵ برای اولین بار در اوت ۲۰۱۴ معرفی شد. پس از آن، به‌عنوان یک ماکت خارجی در نمایشگاه سما آمریکا در لاس وگاس در ۱ نوامبر ۲۰۱۷ نشان داده شد. این شامل موتور یا داخلی نبود.

## مشخصات فنی
گزارش‌های اولیه حاکی از آن بود که ونوم اف۵ از یک موتور ۷٫۴ لیتری توربوشارژ دوگانه وی۸ کاملاً سفارشی و اختصاصی استفاده می‌کند. بعداً مشخص شد که درحالی‌که این موتور هنوز در حال توسعه است، حجم موتور حتی بیشتر از ۸٫۰ لیتر خواهد بود، اما حجم نهایی موتور ۶٫۶ لیتر است. قدرت خروجی موتور ۱٬۸۱۷ اسب بخار (۱٬۳۵۵ کیلووات؛ ۱٬۸۴۲ اسب بخار متری) و گشتاور ۱٬۱۹۳ پوند-فوت (۱٬۶۱۷ نیوتن متر) تأیید شده‌است. ونوم اف۵ دارای یک موتور بلوک آهنی سفارشی خواهد بود. حداکثر سرعت از طریق سیستم ردیابی سرعت ۳۰۱ مایل بر ساعت (۴۸۴ کیلومتر بر ساعت) است. هنسی پیش‌بینی می‌کند که شتاب ۰–۱۸۶ مایل بر ساعت (۰–۳۰۰ کیلومتر بر ساعت) در کمتر از ۱۰ ثانیه و از ۰–۲۴۹ مایل بر ساعت (۰–۴۰۰ کیلومتر بر ساعت) در مدت زمانی حدود ۲۰ ثانیه خواهد بود.
جعبه‌دنده موجود یک جعبه‌دنده دستی ۷ سرعته تک کلاچه خودکار CIMA با شیفترهای پدال است که چرخ‌های عقب را به حرکت درمی‌آورد و خودرو را به چرخ‌های عقب محرک می‌کند.
شاسی و بدنه تقریباً به‌طور کامل از فیبر کربن ساخته خواهد شد. آیرودینامیک فعال در حال حاضر با بدنه جفت شده‌است، اولین مورد برای هنسی. بر اساس گزارش‌ها، وزن با مایعات ۲٬۹۵۰ پوند (۱٬۳۳۸ کیلوگرم) است که نسبت قدرت به وزن را ۱۳۵۸ اسب بخار در تن تعیین می‌کند. به‌دلیل استفاده از آیرودینامیک فعال و طراحی شیک و جدید، ضریب درگ تخمینی آن ۰٫۳۳=Cd است. برای اف۵ تولیدی، این مقدار به Cd=۰٫۳۹ افزایش یافت.
هنسی همچنین تأکید زیادی بر فضای داخلی، کیفیت و راحتی داشته‌است، و اینکه علی‌رغم ارائه عملکرد فوق‌العاده، این وسیله نقلیه همچنان یک تجربه داخلی جادار و راحت را ارائه می‌دهد که می‌تواند رانندگان و مسافران قد بلند و بزرگ را در خود جای دهد. گفته شد که یک بازیکن ناشناس NFL، که تنها ۶٫۷ اینچ قد دارد، پس از شروع تولید کامل، سفارش یکی از اولین مدل‌ها را داده‌است.
هر ونوم اف۵ به‌همراه "Treasure Chest"، یک جعبه آلومینیومی غول‌پیکر حاوی جا کلیدی، یک شارژر قطره‌ای مغناطیسی و یک قلاب بکسل ارائه می‌شود. شماره سریال فوب کلید از یک قطعه فلزی ساخته شده‌است که از پرتاب شاتل فضایی دور ریخته شده‌است. بنیانگذار شرکت جان هنسی این قطعه را توسط یک فضانورد دریافت کرد و آن را تکه‌تکه کرد تا به صاحبان ونوم اف۵ «تکه‌ای فضا» بدهد.

## تولید
تولید به ۲۴ دستگاه محدود خواهد شد که ۱۲ دستگاه از آن تا دسامبر ۲۰۲۰ فروخته شده بود. قیمت این خودرو در ایالات متحده در ابتدا ۱٫۶ میلیون دلار بود، اما بعداً برای ۱۲ دستگاه باقی مانده به ۲٫۱ میلیون دلار افزایش یافت.
هشت خودرو برای ساخت و تحویل در سال ۲۰۲۱ برنامه‌ریزی شده‌است. در اوت ۲۰۲۱، این شرکت رسماً اعلام کرد که سفارش‌های مشتریان برای و فروش تمام ۲۴ دستگاه برنامه‌ریزی‌شده اف۵ را دارد.